# Messier 81
Messier 81 (M81) sau NGC 3031, cunoscută și sub numele de Galaxia lui Bode, este o galaxie spiralată aflată
la aproximativ 12 milioane de ani-lumină, în constelația Ursa Mare. M81 este una dintre cele mai bune exemple
de galaxii spiralate, cu brațe aproape perfecte până în centru. Datorită apropierii relative de planeta Pământ, mărimii sale și nucleului său activ ce găzduiește o gaură neagră supermasivă, această galaxie este des studiată de astronomii profesioniști, fiind în același timp și o bună țintă pentru astronomii amatori din cauza magnitudinii aparente mici, ușor vizibilă printr-un binoclu, printr-o lunetă astronomică sau printr-un telescop mic.

## Descoperirea obiectului
Obiectul astronomic M81 a fost descoperit de astronomul german Johann Elert Bode la 31 decembrie 1774, apoi, în mod independent, de Pierre Méchain în 1779 care l-a semnalat prietenului său Charles Messier, iar acesta l-a înregistrat în catalogul său.

## Caracteristici
M81 este o galaxie spirală cu un diametru relativ modest de 60.000 de ani-lumină. În 1993, observarea unui număr de vreo treizeci de cefeide de către Telescopul Spațial Hubble a permis să se estimeze distanța galaxiei la 11,8 milioane de ani-lumină, ceea ce o face una dintre cele mai apropiate de Calea Lactee, galaxia noastră. M81 face parte din Grupul M81. Acest grup face parte din Super-roiul de Galaxii Fecioara, ca și Grupul Local.
Repartizarea masei galaxiei nu este omogenă ca urmare a efectului de maree datorat proximității (~150.000 de al) a unei alte galaxii mai puțin masive. Nucleul galaxiei M81 ar adăposti o gaură neagră de 60 de milioane de M⊙.

## Observare
Galaxia M81 nu poate fi văzută fără un instrument. Aceasta este vizibilă limpede cu un binoclu ca urmare a magnitudinii sale de 6,9. Într-un telescop de 114 mm, nucleul apare luminos și înconjurat de un halo difuz. Un instrument de 350 mm și bune condiții de observare sunt necesare pentru decelarea brațelor spirale ale galaxiei.
Găsind galaxia M81, se facilitează reperarea galaxiei M82, situată foarte aproape, la 0,75° nord de M81.